# Drop Dead Diva
Drop Dead Diva er en amerikansk komedieserie som gik på den amerikanske tv-kanal Lifetime fra 2009 til 2014. Serien er lavet af Josh Berman og produceret af Sony Pictures Television. Den handler om en smuk og overfladisk model, som dør i en bilulykke. Hun kommer tilbage til jorden, men denne gang i en overvægtig advokats krop! Hun må derfor tilpasse sig det noget anderledes miljø som stjerneadvokat, samtidig med at give slip på hendes gamle liv. Hovedrollen spilles af Brooke Elliot.

## Eksterne kilder og henvisninger
- Drop Dead Diva på Internet Movie Database (engelsk)
- Drop Dead Diva på AllMovie (engelsk)
- Drop Dead Diva på Rotten Tomatoes (engelsk)
- Drop Dead Diva på Metacritic (engelsk)
- Drop Dead Diva på Filmaffinity (engelsk)
- Drop Dead Diva hos The Movie Database (engelsk)
- Drop Dead Diva hos TheTVDB (engelsk)
- Drop Dead Diva hos TV.com (engelsk)

 Der er for få eller ingen kildehenvisninger i denne artikel, hvilket er et problem. Du kan hjælpe ved at angive troværdige kilder til de påstande, som fremføres i artiklen.